# Heteromycteris hartzfeldii
Heteromycteris hartzfeldii är en fiskart som först beskrevs av Bleeker, 1853.  Heteromycteris hartzfeldii ingår i släktet Heteromycteris och familjen tungefiskar. Inga underarter finns listade i Catalogue of Life.